# Catherine Alexandra Gude
Catherine Alexandra Gude là người Na Uy đầu tiên chiến thắng ở cuộc thi Hoa hậu Quốc tế vào năm 1988.
Cô đã đánh bại 45 thí sinh khác để giành được vương miện trong đêm chung kết được tổ chức tại Gifu, Nhật Bản.